# Elisa Lenke
Elisa Lenke (* 25. Februar 1991 in Dresden) ist eine deutsche Shorttrackerin. Sie startet für den Eislauf-Verein Dresden.
Lenke startet seit dem Jahr 2004 bei internationalen Juniorenrennen. Im Jahr 2007 wurde sie bei den Deutschen Meisterschaften Sechste im Mehrkampf. Ein Jahr später bestritt Lenke in Bozen erstmals die Juniorenweltmeisterschaft. In Einzelrennen erreichte sie keine vorderen Platzierungen, mit der Staffel wurde sie jedoch Siebente. Auch bei den Juniorenweltmeisterschaften 2009 in Sherbrooke und 2010 in Taipeh trat Lenke an. In der Saison 2010/11 debütierte sie schließlich im Weltcup. Ihre besten Platzierungen errang sie in Staffelwettbewerben, bei denen sie zweimal das B-Finale erreichte. Sie startete bei der Europameisterschaft in Heerenveen und wurde mit der Staffel im Finale Vierte. Bei der Europameisterschaft 2012 in Mladá Boleslav wurde Lenke mit der deutschen Staffel erneut Vierte.
Elisa Lenke ist Mitglied der Sportfördergruppe der Bundeswehr.